# Frontera entre Liechtenstein y Suiza
La frontera entre Liechtenstein y Suiza es la frontera que separa a los países alpinos enclavados entre la Unión Europea. La delimitación de los territorios de ambos países es bastante antigua, ya que remonta a 1719, fecha en la cual los condados de Vaduz y de Schellenberg estuvieron unidos. La frontera resultó internacional en 1806 cuando el principado resultó un Estado soberano.

## Descripción
Esta línea de demarcación se extiende entre toda la parte occidental de Liechtenstein y el cantón de San Galo. Inicia al este, a la conjunción con la frontera entre Austria y Liechtenstein, en el macizo montañoso del Rätikon, después toma una dirección este-oeste, pasando por el punto culminante de Liechtenstein, el Grauspitz, para luego coger el valle del Rin, sigue el curso de este río que fluye en dirección sur-norte hasta el trifinio Austria-Liechtenstein-Suiza.

## Control de fronteras
Desde que Liechtenstein integró el espacio aduanero de Suiza en 1923, el control de las fronteras está asegurado por las guardias fronteras suizas que tienen a su cargo la vigilancia de la frontera entre Austria y Liechtenstein. No hay pues  puestos de control entre Suiza y Liechtenstein.

## Cumbres fronterizas
- Mittlerspitz, 1899 m, Maienfeld (Grisones) - Triesen y Balzers.
- Rotspitz, 2127 m, Maienfeld (Grisones) - Triesen.
- Mazorakopf/Falknishorn, 2451,5 m, Fläsch et Maienfeld (Grisones) - Triesen
- Grauspitz, 2599 m, Fläsch (Grisones) - Triesen.
- Naafkopf, 2570 m, trifinio internacional, Maienfeld (Grisones, Suiza) - Schaan (Liechtenstein) - Nenzing (Voralberg, Austria).

## Pasos

### Puntos de paso por carretera
| Imagen | Lugar      | Carretera de Suiza             | Localidad de Suiza          | Cantón suizo | Carretera de Liechtenstein | Localidad de Liechtenstein |
| ------ | ---------- | ------------------------------ | --------------------------- | ------------ | -------------------------- | -------------------------- |
|        | Rin alpino | Unión de la A13 y H13          | Salez (Sennwald)            | San Galo     |                            | Ruggell                    |
|        | Rin alpino | H433, unión de la A13 y H13    | Haag (Sennwald)             | San Galo     | Rheinstrasse               | Bendern (Gamprin)          |
|        | Rin alpino | H16, unión con la A13          | Buchs                       | San Galo     | H16                        | Schaan                     |
|        | Rin alpino | Rheinstrasse, unión con la A13 | Sevelen                     | San Galo     |                            | Vaduz                      |
|        | Rin alpino | Unión de la A13 y H13          | Trübbach (Wartau)           | San Galo     |                            | Balzers                    |
|        |            | H414                           | Saint-Luzisteig (Maienfeld) | Grisones     | H414                       | Balzers                    |

### Punto de paso ferroviario
| Imagen | Lugar      | Línea de camino ferroviario en Suiza | Localidad de Suiza | Cantón suizo | Línea de camino ferroviario en Liechtenstein | Localidad de Liechtenstein |
| ------ | ---------- | ------------------------------------ | ------------------ | ------------ | -------------------------------------------- | -------------------------- |
|        | Rin alpino | Línea de Feldkirch-Buchs             | Buchs              | San-Galo     | Línea de Feldkirch-Buchs                     | Schaan                     |

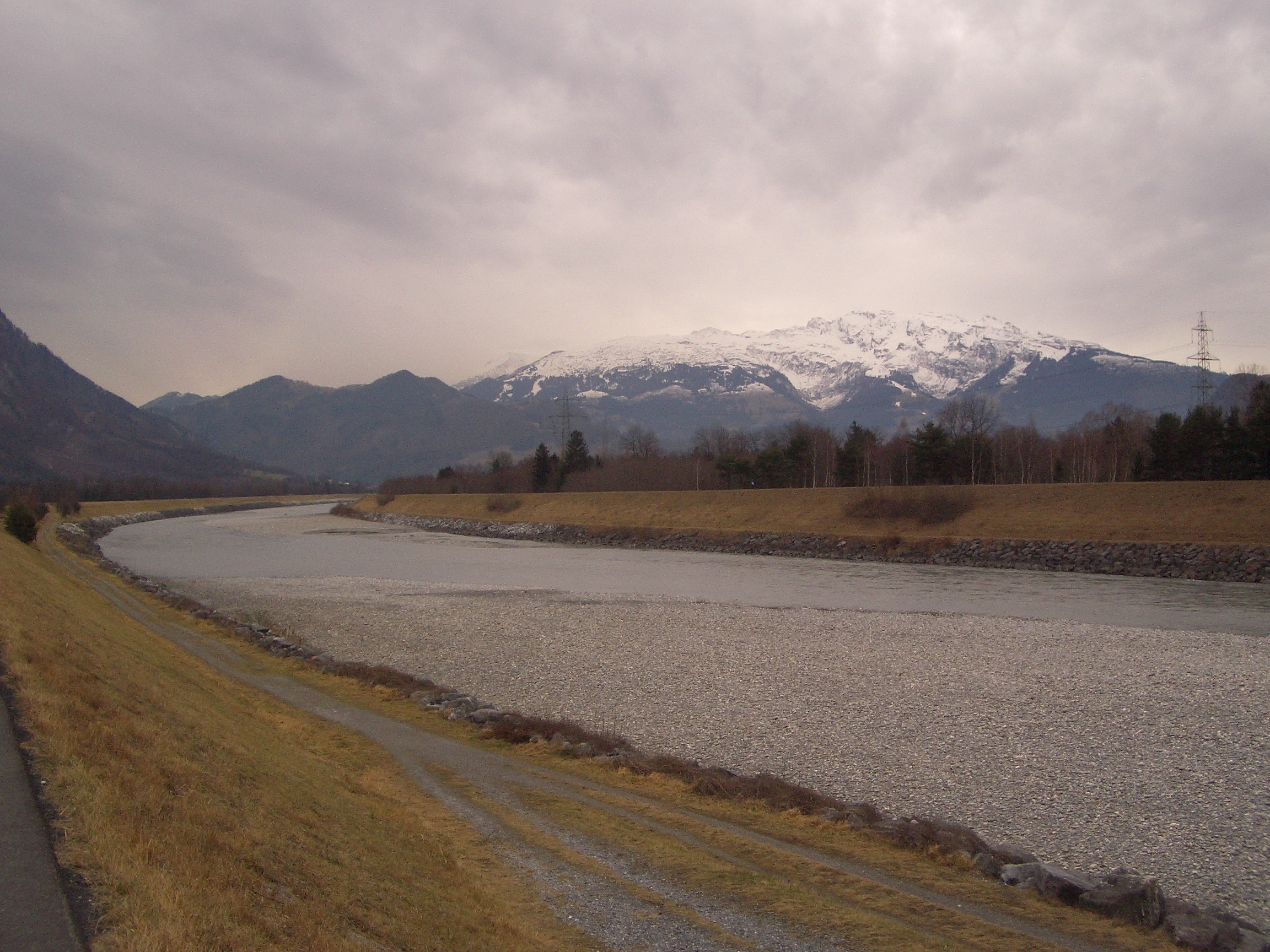
El Rin delimita gran parte de la frontera.
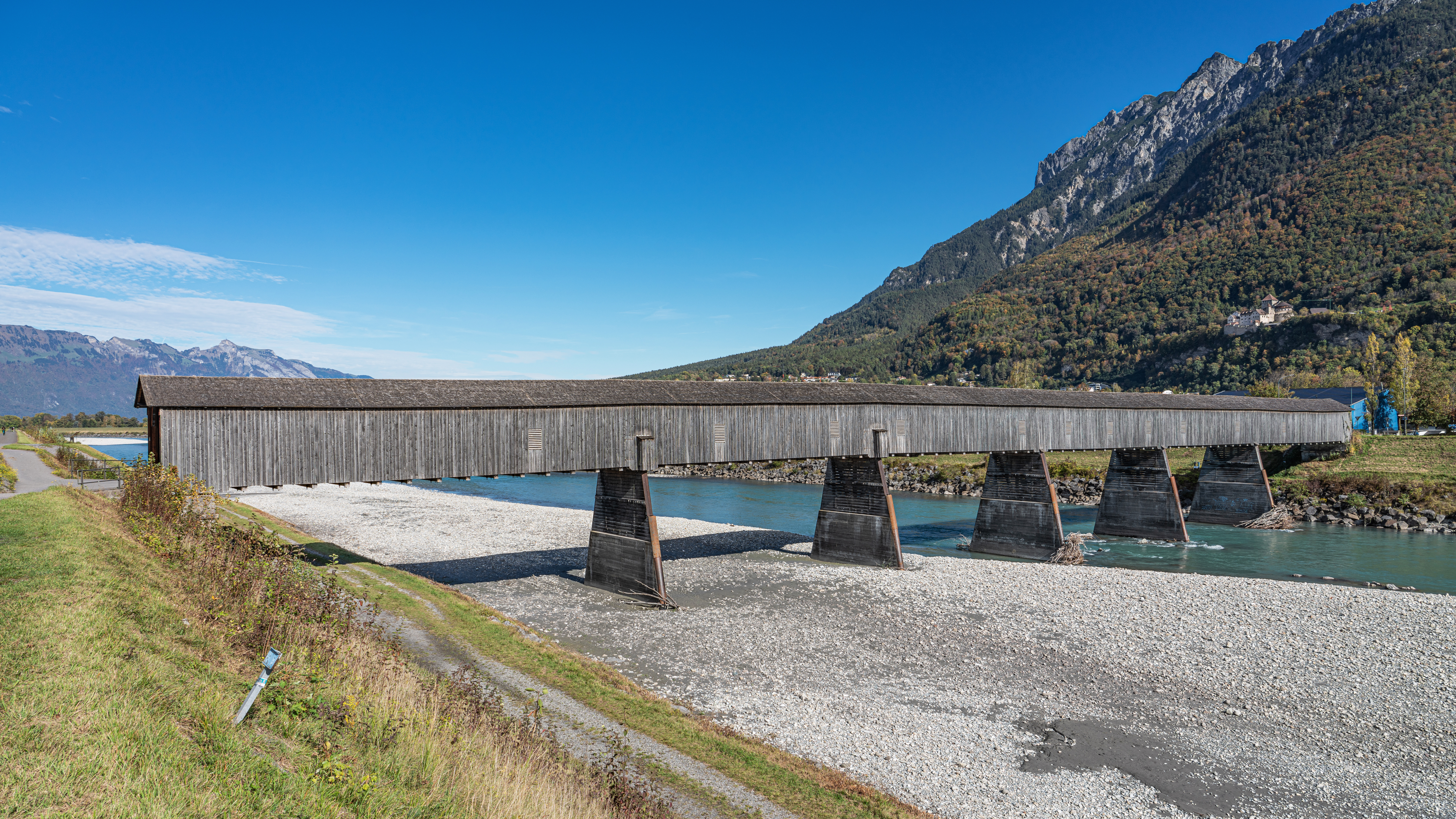
Alte Rheinbrücke, puente sobre el Rin entre Sevelen y Vaduz.
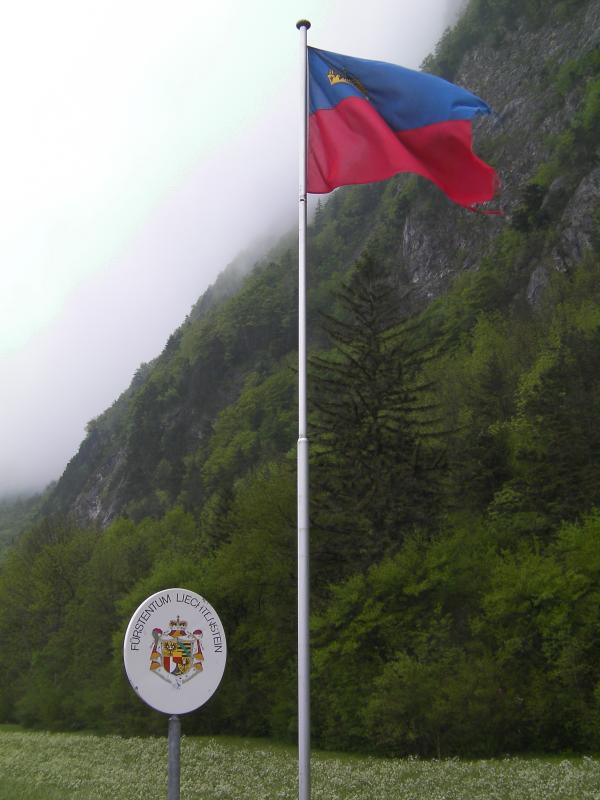
Entrada en Liechtenstein desde Suiza por la carretera del paso de Saint-Luzisteig.

## Incidentes fronterizos
El 5 de diciembre de 1985, durante un ejercicio de infantería del turbo-cohete del ejército suizo, un tiro provocó accidentalmente un incendio en un bosque en proximidad de la plaza de armas de Santo-Luzisteig. Un foehn violento avivó las llamas que alcanzaron rápidamente un bosque sobre el territorio de Grisones en Suiza y que pertenecen al municipio de Balzers. El incendio, controlado al día siguiente, quemó aproximadamente 120 hectáreas de bosque en Suiza y la confederación compensó a Balzers sin importar su propietario.
En marzo de 2007, mientras que efectuaba una andadura de noche por mal tiempo en proximidades de Fläsch en Grisones, un grupo de 170 reclutas del ejército suizo penetró en el territorio de Liechtenstein. La tropa no había sido advertida, y fue la confederación quien informó al principado. No hubo consecuencias diplomáticas.